# 九大学研都市駅

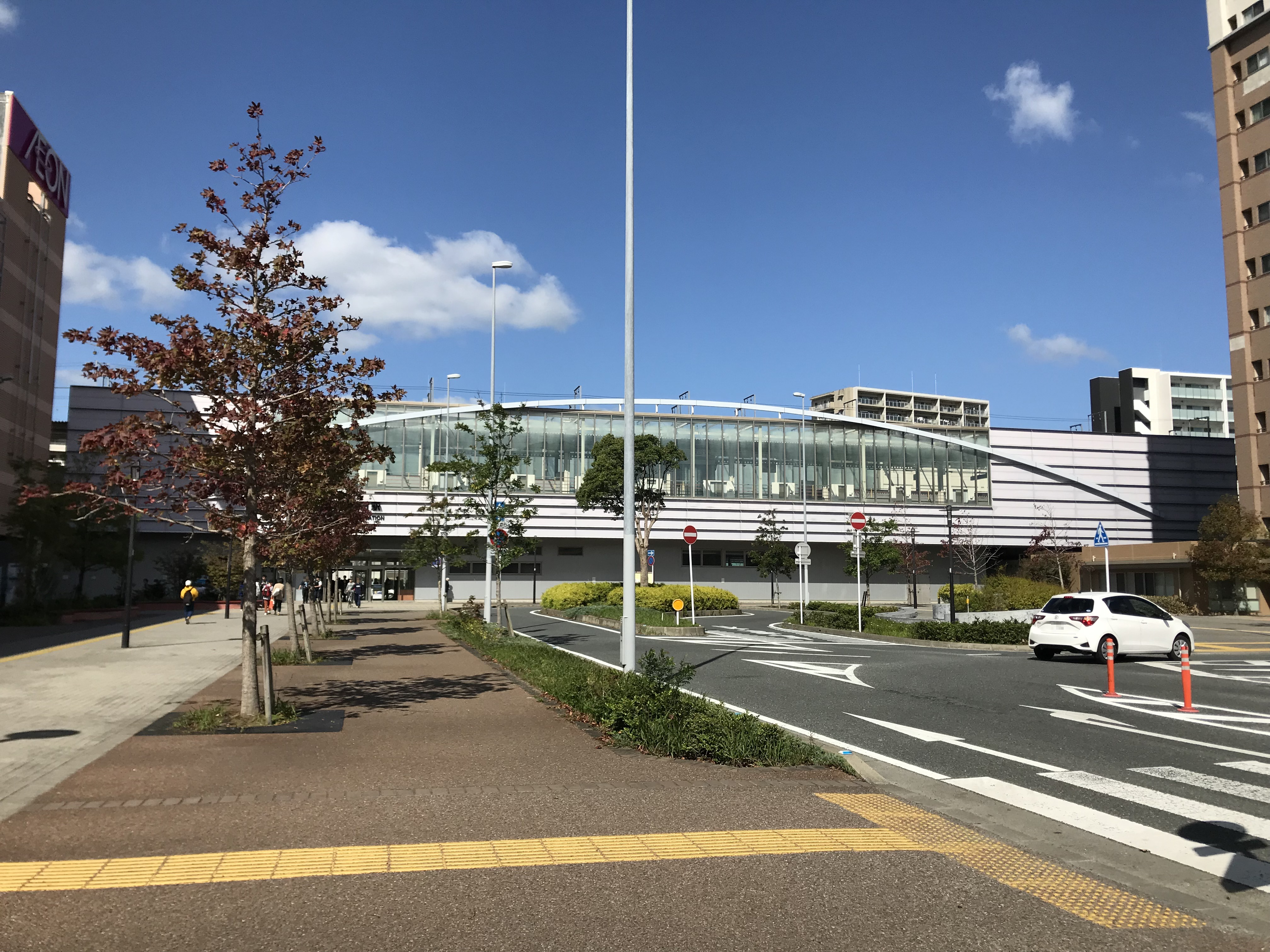
南口（2018年10月）

九大学研都市駅（きゅうだいがっけんとしえき）は、福岡市西区北原一丁目にある、九州旅客鉄道（JR九州）筑肥線の駅である。駅番号はJK04。
2005年10月1日に開校した九州大学伊都キャンパスの玄関口として開業した。平日のみ快速の停車駅となっていたが、2014年3月15日より、土曜・休日も快速が停車するようになった。

## 歴史
九州大学移転事業に伴って進められている伊都土地区画整理事業の一環として設置された駅である。今宿 - 周船寺間が高架化された1999年時点で、既に当駅の設置も決定しており準備工事がなされていた。2005年に九州大学伊都キャンパスが開校するのにあわせて駅として開業した。

### 年表
- 2005年（平成17年）9月23日：開業[2]。
- 2010年（平成22年）3月13日：ICカード「SUGOCA」の利用を開始[4]。
- 2013年（平成25年）10月28日：住居表示の実施に伴い、所在地の住所を福岡市西区大字徳永103-2から福岡市西区北原一丁目1番1号に変更。
- 2014年（平成26年）3月15日：土曜・休日の快速の停車駅となる[3]。
- 2017年（平成29年）11月21日：2番のりばに音楽館・日本信号製の軽量型ホームドアを設置し、実証実験を開始[5]。
- 2018年（平成30年）9月25日：1番のりばに軽量型ホームドアを増設し、実証実験を継続[6]。
- 2019年（平成31年）2月1日：軽量型ホームドア実証実験を終了し、本格稼働へ移行[7]。これに伴い、ホームドアをJR九州が製造元から取得[5][7]。

## 駅構造
島式ホーム1面2線を有する高架駅。
JR九州サービスサポートが駅業務を行う業務委託駅で、みどりの窓口（マルス）が設置されている。自動改札機を備え、SUGOCAの使用が可能である。駅構内には九大の大学生協が経営する売店のほか、不動産屋、歯科医院、居酒屋が入居する。売店は2012年8月に閉店し、9月には跡地にファミリーマートおよび喫茶店（コーヒーショップ）が開店した。

### のりば
| のりば | 路線   | 方向 | 行先                     |
| ------ | ------ | ---- | ------------------------ |
| 1      | 筑肥線 | 上り | 天神・博多・福岡空港方面 |
| 2      | 筑肥線 | 下り | 西唐津方面               |

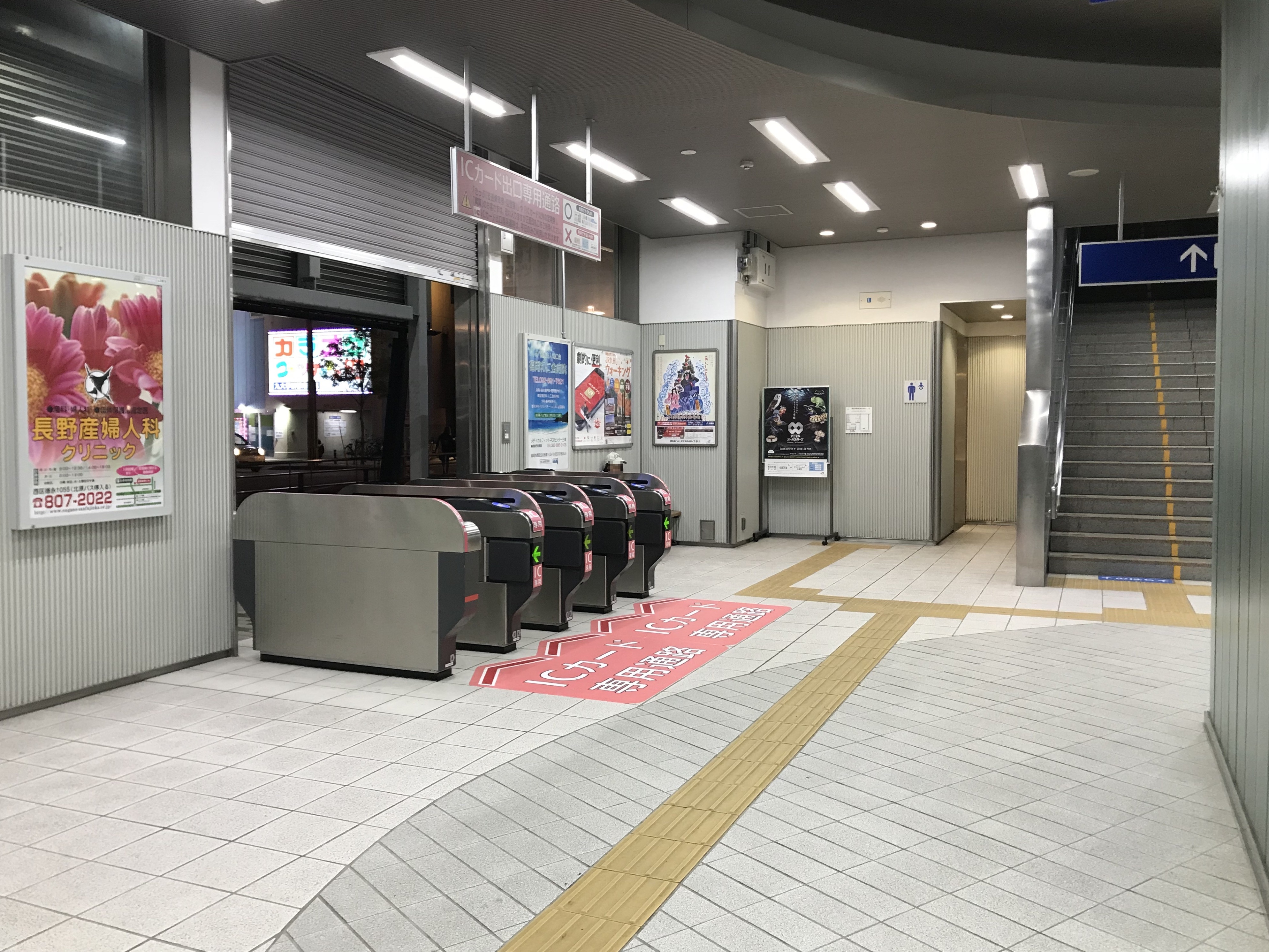
ICカード専用の自動改札機（2018年10月）
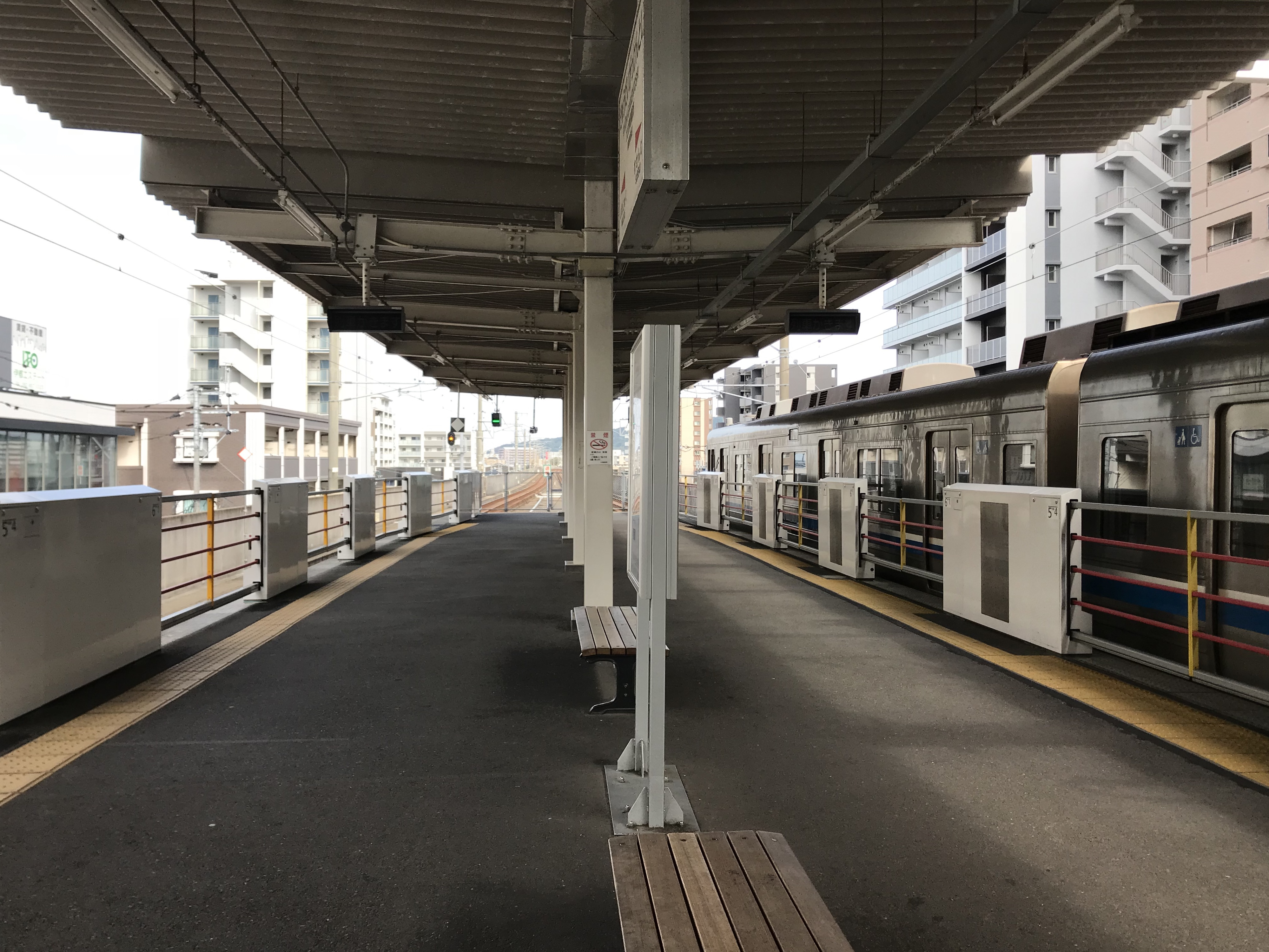
ホーム（2018年10月）

## 利用状況
2023年（令和5年）度の1日平均乗車人員は8,985人であり筑肥線では最も多い。
JR九州及び糸島市統計白書によると、近年の1日平均乗車人員の推移は下記の通り。
| 年度   | 1日平均 乗車人員 | 出典   |
| ------ | ---------------- | ------ |
| 2005年 | 1,278            | [ 9 ]  |
| 2006年 | 3,085            | [ 9 ]  |
| 2007年 | 3,652            | [ 9 ]  |
| 2008年 | 4,122            | [ 9 ]  |
| 2009年 | 4,957            | [ 9 ]  |
| 2010年 | 5,799            | [ 10 ] |
| 2011年 | 6,257            | [ 11 ] |
| 2012年 | 6,610            | [ 12 ] |
| 2013年 | 7,173            | [ 13 ] |
| 2014年 | 7,542            | [ 14 ] |
| 2015年 | 8,036            | [ 15 ] |
| 2016年 | 8,264            | [ 16 ] |
| 2017年 | 8,695            | [ 17 ] |
| 2018年 | 9,535            | [ 18 ] |
| 2019年 | 9,660            | [ 19 ] |
| 2020年 | 6,531            | [ 20 ] |
| 2021年 | 7,302            | [ 21 ] |
| 2022年 | 8,258            | [ 22 ] |
| 2023年 | 8,985            | [ 8 ]  |

## 駅周辺
福岡市の西端部に立地している。国道202号（現道）より500 mほど南側にあり、駅の600 m南側を国道202号（今宿バイパス）と福岡前原有料道路が通っている。幹線道路から離れた場所であり、駅が開設される前は周辺一面に田畑が広がっていたが、九州大学伊都キャンパスへの交通の拠点として駅前の整備と商業施設の進出が進んだ。
九州大学伊都キャンパスの玄関口であるが、当駅から同キャンパスまでは5 kmほど離れており、駅とキャンパスの間を徒歩で移動することは一般的ではない。交通手段としてはキャンパスへの路線バスが運行されているほか、タクシーも常駐している。
- イオンモール福岡伊都
- 福岡市西区役所西部出張所・西部図書館
- 福岡県立玄洋高等学校
- 福岡舞鶴誠和中学校・福岡舞鶴高等学校
- 福岡市立玄洋小学校
- さいとみんなの家（認可保育所）
- 株式会社 Braveridge 本社
- 九州大学伊都キャンパス
- 九大学研都市駅前郵便局

## バス路線
昭和バス
九州大学線

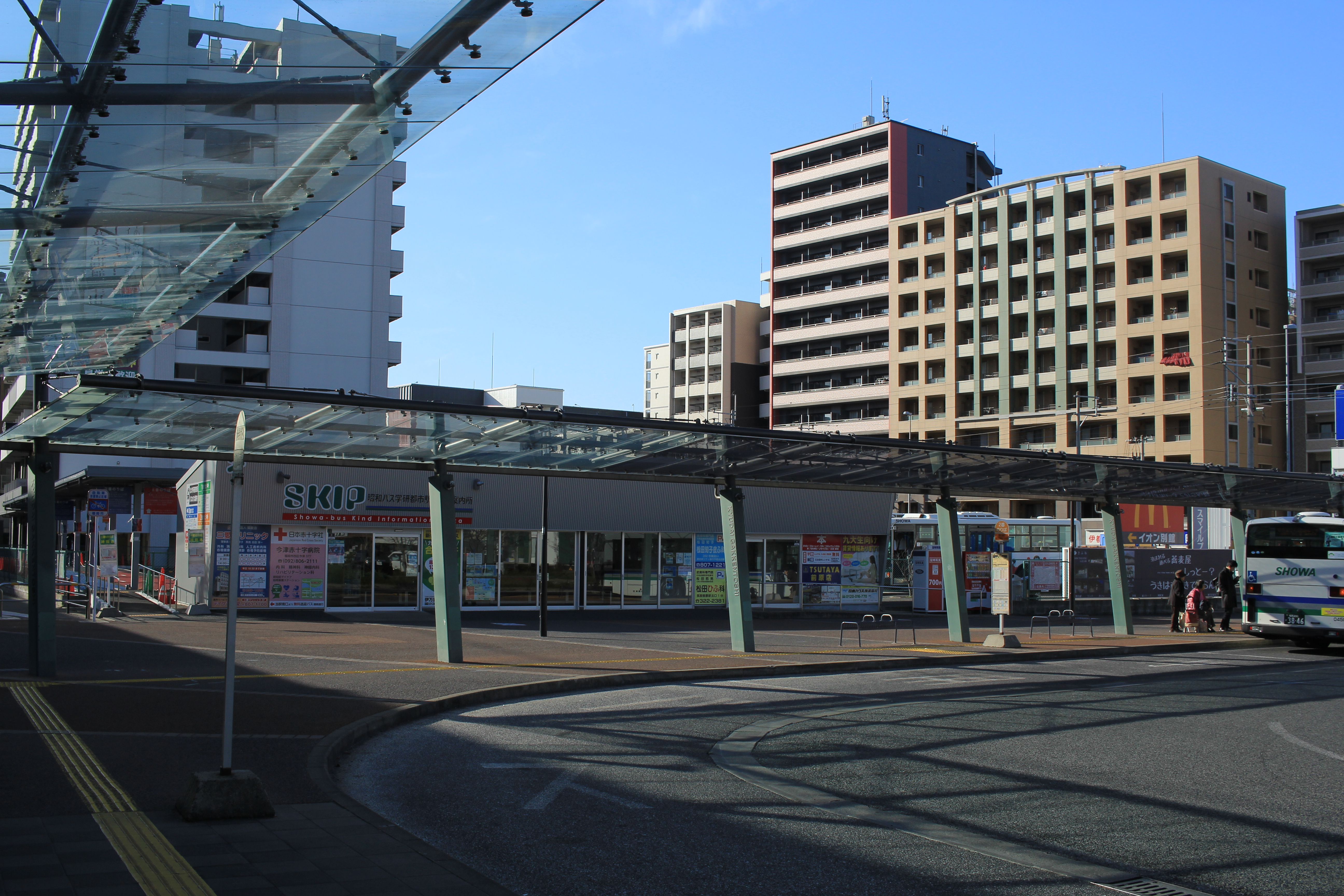
北口ロータリーのバス停（1・2番のりば）（2019年1月）

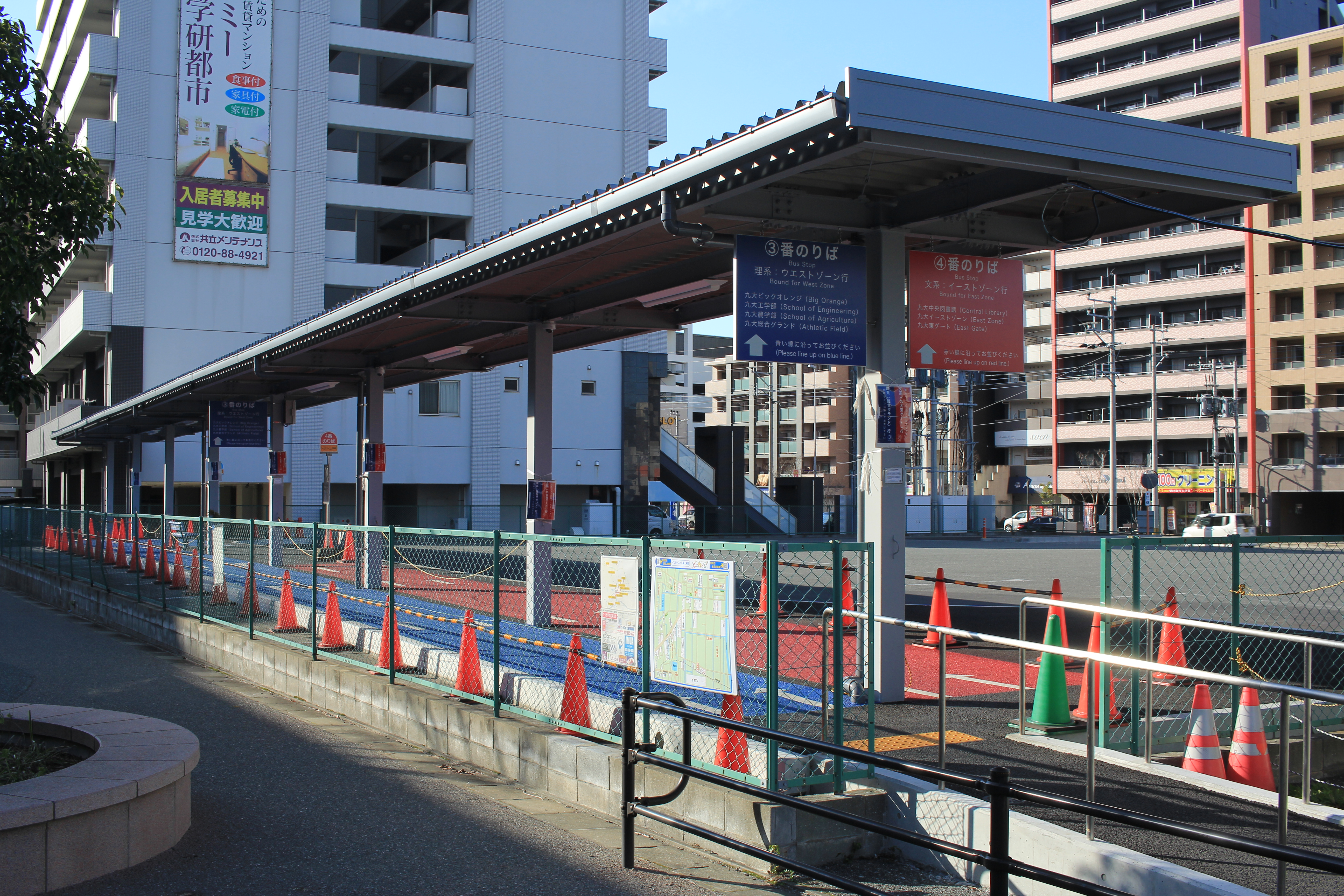
昭和自動車私有地に設置されたバス停（3・4番のりば）（2019年1月）

[1] 九大学研都市駅 → 北原 → 周船寺 → 富士見 → 産学連携交流センター → 九大総合グラウンド( → 伊都営業所 又は 九大伊都協奏館)
[1A] 九大学研都市駅 → 北原 → 周船寺 → 富士見 → 九大東ゲート → 九大総合グラウンド( → 伊都営業所)
[1H] 九大学研都市駅 → 北原 → 周船寺 → 富士見 → 産学連携交流センター → (学内通過) → 九大伊都協奏館
[2] 九大学研都市駅 → 横浜西 → 産学連携交流センター → 九大総合グラウンド( → 伊都営業所)
[2A] 九大学研都市駅 → 横浜西 → 九大東ゲート → 九大総合グラウンド( → 伊都営業所)
[2A] 九大学研都市駅 → 横浜西 → 九大東ゲート → 九大農学部 → 仏青寮前( → 一蘭の森 糸島)
[2M] 九大学研都市駅 → 横浜西 → 元岡 → 九大総合グラウンド → 伊都営業所
[3] 九大学研都市駅 → （学園通経由） → 産学連携交流センター → 九大総合グラウンド( → 伊都営業所)
[3快速] 九大学研都市駅 → (学園通経由 ゲートウェイ・元岡郵便局前・元岡小学校前通過) → 産学連携交流センター → 九大総合グラウンド ( → 伊都営業所)　※平日のみの運行
[4] 九大学研都市駅 → （学園通経由） → 産学連携交流センター → 九大東ゲート　※平日のみの運行
西の浦線
[5A-1] 九大学研都市駅 → 今宿駅前 → 今津 → 大原 → 小田 → 宮の浦 → 西の浦
[5A-2] 九大学研都市駅 → 今宿駅前 → 今津 → 大原 → 小田 → 宮の浦 → 西の浦 → 二見ヶ浦 → 伊都営業所
[5B-2] 九大学研都市駅 → 横浜西 → 今津 → 大原 → 小田 → 宮の浦 → 西の浦 → 二見ヶ浦 → 伊都営業所
糸島コミュニティバス
[30] 九大学研都市駅 → 周船寺駅 → 高田 → 浦志 → 前原駅北口
[31K] 九大学研都市駅 → 周船寺駅 → 伊都国歴史博物館 → 雷山の森
3・4番系統については、当駅北口のロータリーに隣接する昭和自動車の私有地に設置されたバス停から発車する。

## その他
- 当駅の所在地は福岡市であるが、筑肥線が姪浜駅までであり、福岡市内の他線とJRだけでつながっていないため、旅客営業規則上の「福岡市内」の駅には含まれていない。なお、筑肥線が博多駅まであった時代には、筑肥線も博多駅 - 周船寺駅が「福岡市内」として扱われていたが、当駅は福岡市地下鉄空港線との直通後に開業したため、「福岡市内」の駅であった時代を持たない。
- 2017年11月21日にJR九州の在来線（福岡市地下鉄管轄の姪浜駅を除く）で初めてホームドアが設置された。このホームドアは、ミュージシャンでJR九州の車内チャイムや発車メロディを手掛ける向谷実が発案し、向谷が代表を務める音楽館と日本信号が共同開発した、互い違いに設置したバーを利用した「軽量型」で[5][23][24]、開閉時には向谷が作曲したメロディが流れる特徴がある[25]。当駅での実証試験結果を受け、当駅以外の筑肥線下山門駅 - 筑前前原駅間各駅への2020年度中の設置予定が発表され[7]、2021年3月13日から運用を開始した[26]。また、2021年度には京浜急行電鉄汐入駅でも同型のホームドアの導入が予定されている[27]。

## 隣の駅
九州旅客鉄道（JR九州）
 筑肥線
■快速（土休日）
姪浜駅 (JK01) - 九大学研都市駅 (JK04) - 筑前前原駅 (JK08)
■快速（平日）・■普通
今宿駅 (JK03) - 九大学研都市駅 (JK04) - 周船寺駅 (JK05)